# 시리어스 샘
시리어스 샘(Serious Sam)은 크로팀이 만들고 주로 개발한 비디오 게임 시리즈이다. 주로 1인칭 슈팅 게임으로 구성되어 있다. 이 시리즈는 다양한 시점에서 인류를 파괴하려고 시도하는 외계 군주 멘탈(Mental)에 맞서 용병 샘 "시리어스" 스톤의 전진을 따른다. 첫 번째 게임인 시리어스 샘: 더 퍼스트 인카운터(Serious Sam: The First Encounter)는 2001년 3월 마이크로소프트 윈도우용으로 출시되었다. 인터액티브 비전(InterActive Vision)의 더 퍼스트 인카운터(The First Encounter)를 팜 OS로 변환한 시리어스 샘: 넥스트 인카운터(Serious Sam: Next Encounter, 게임큐브 및 플레이스테이션 2의 경우 Climax Solent 제작, 시리어스 샘 어드밴스(Serious Sam Advance, 게임보이 어드밴스의 경우)는 클라이맥스 런던(Climax London) 제작이다. 세 가지 모두 글로벌 스타 소프트웨어(Global Star Software)를 통해 배급되었다.